# Headpile Eyot
Headpile Eyot est une petite île de la Tamise en Angleterre.

## Description
Il s'agit d'une île fluviale, inhabitée et recouverte d'arbres, située à environ deux kilomètres au sud-est de Maidenhead, dans le Berkshire.
Elle se trouve à proximité d'une autre île fluviale, Pigeonhill Eyot (en).